# 2.º Regimiento de las Fuerzas Navales Especiales de Maizuru
El 2.º Regimiento de las Fuerzas Navales Especiales de Maizuru era un batallón de infantería de las Fuerzas Navales Especiales Japonesas de la Armada Imperial Japonesa.
Formado en el distrito naval de Maizuru, el 2.º Regimiento de Maizuru participó en la batalla de la isla de Wake y la invasión de Kavieng.
El 1 de febrero, la unidad se disolvió y formó la sección de seguridad terrestre dentro de la 8.ª Fuerza de Base Especial en Rabaul.